# A26型潜水艦
A26はコックムスで開発中のスウェーデン海軍の次世代潜水艦の計画名である。この潜水艦はゴトランド級潜水艦の改良型で1990年代に1990年代末から2000年代初頭に配備を目標に"U-båt 2000"と呼ばれる計画が始まった。冷戦の終結によりソビエト海軍の脅威は減り、それにより新しい潜水艦も不要とされた。
2000年代半ばにセーデルマンランド級潜水艦の更新まで計画は休眠状態となった。

## 設計
ストックホルムの海軍司令部開発調整官のPer Skantzによると、新しい潜水艦の計画はゴトランド級潜水艦級の強化型で2015年から2017年の就役を目標に検討された。潜水艦の排水量は1,900トンで乗員は17から30人で、改良型の非大気依存推進と高度なステルス化による極めて高い水準の静粛性を実現し、従来のスウェーデンの潜水艦に欠けていた外洋作戦能力を備えることのほか、UUVやROV、特殊部隊の展開と回収が可能なマルチミッション・ポータルと呼ばれる発射管を備えることが予定されていた。最高司令官のHåkan Syrénから国防大臣への2008年から2010年の防衛予算の覚書によれば現在のゴトランド級(約15億スウェーデン・クローナ)よりも安くなると見込まれていた。

## 発注
2010年2月25日コックムスABはスウェーデン防衛調達局（FMV）と次世代潜水艦の総合的な設計の契約を交わした。コックムスのCEOであるOla Alfredssonによると"これはコックムスだけでなくスウェーデンの防衛全体にとっても重要な最初の一歩である。私達は持ちうる最大限の潜水艦の先端技術を投入することによって脅威に対して光明となる。"と述べた。
ノルウェー海軍はこの計画に興味を抱き、複数の潜水艦の購入を検討中である。コックムスによると2010年末までに発注する必要がある。
2010年4月にスウェーデンの防衛大臣のSten Tolgforsは2018年から2019年にかけてセーデルマンランド級潜水艦を更新する新しい潜水艦の購入計画を発表した。計画には同様に2隻のゴトランド級潜水艦を改良する計画も含まれる。更にゴトランド級潜水艦を更新する為の発注計画もあるが2020年以前にはそれは決められないと見られる。
2010年6月16日、スウェーデンの政党は政府に対して2010年度の2隻の潜水艦の建造を可決した。

## キャンセルとその後
2014年2月27日、スウェーデン防衛調達局（FMV）はコックムスにA26潜水艦を発注する計画をキャンセルした。FMVによれば、新しいコックムスの所有者であるドイツのティッセンクルップ・マリン・システムズが、スウェーデンが他国と建造コストを分担することを拒否し、潜水艦の建造は過度に高価なものとなったためである。スウェーデンはかわりにサーブに打診した。サーブは新しい潜水艦を受注した場合、コックムスの潜水艦技術者を再雇用することを計画している。結果として、サーブはコックムスから上層部を募集し、自社の海軍向け部門のための人員を求めていることを明らかにするプレスリリースを発表した。FMVに対する書簡の中で、ティッセンクルップ・マリン・システムズの責任者であるハンス・アッツポディン博士（Dr. Hans Atzpodien）はコックムスから重要な人員の引き抜きを図らないようサーブに要請した。ティッセンクルップはコックムスの完全な所有者であるが、競合するホヴァルツヴェルケ＝ドイツ造船があるために、何年にもわたってコックムスが潜水艦を輸出することを妨げてきた。
2014年4月14日、約200人の従業員がサーブのためにティッセンクルップを離れ、またティッセンクルップはコックムスを売却する交渉を始めたと報告された。2014年6月、ティッセンクルップはコックムスをサーブに売却することに同意した。
2014年6月22日、サーブが34億スウェーデンクローナでティッセンクルップよりコックムスを買収したことが報道された。新しい名前はサーブ・コックムスになる。
2014年9月12日、サーブ・コックムスはオーストラリア海軍のコリンズ級潜水艦更新計画に、A26の4000トン派生型を提案したが、2016年4月26日、オーストラリアのターンブル首相はフランスとの共同開発を正式発表した、

## 配備
| 艦名                      | 起工          | 進水 | 就役 | 現状   |
| ------------------------- | ------------- | ---- | ---- | ------ |
| ブレーキンゲ HMS Blekinge | 2022年6月30日 |      |      | 計画中 |
| スコーネ HMS Skåne        |               |      |      | 計画中 |